# Клинины
Клинины (укр. Клинини) — село в Волочисском районе Хмельницкой области Украины.
Население по переписи 2001 года составляло 712 человек. Почтовый индекс — 31224. Телефонный код — 3845. Занимает площадь 2,499 км². Код КОАТУУ — 6820983301.

## Местный совет
31244, Хмельницкая обл., Волочисский р-н, с. Клинины